# Liste des épisodes de Blue Exorcist
Cet article présente la liste des épisodes de la série télévisée d’animation japonaise Blue Exorcist issue du manga du même nom du scénariste et de la dessinatrice Kazue Kato.

## Généralités
L'adaptation en anime a été annoncée en novembre 2010 sur le site internet du magazine Jump Square. Diffusée entre le 17 avril 2011 et le 2 octobre 2011 au Japon, la série comporte deux saisons. La première compte 25 épisodes (ainsi qu'un OAV). Le studio a aussi créé trois mini-bonus (dit omake en japonais), reprenant souvent les planches bonus de la fin du manga. La saison suit globalement l'histoire du manga mais étant donné que le manga n'était pas terminé au Japon, elle possède une fin qui lui est propre. C'est à partir de l'épisode 16 que l'histoire de la saison prend un autre tournant que celle du manga.
La seconde saison a été annoncée en juin 2016. Celle-ci est diffusée à partir du 6 janvier 2017 au Japon et en simulcast sur Anime Digital Network et Wakanim dans les pays francophones. Elle reprend la série à l'épisode 15 de la saison 1 mais les épisodes 16 et 17 continuent à suivre la trame du manga.
Une suite de la série d'animation est annoncée en décembre 2022 lors du Jump Festa '23. La troisième saison de l'animé devrait adapté les volumes 10 à 15. Cette saison commence le 6 janvier 2024 au Japon et en simulcast sur Crunchyroll dans les pays francophones avec une VF annoncé et diffusée entre la nuit du 3 au 4 février 2024 à minuit.
En mars 2024, lors de l' événement AnimeJapan de 2024, une suite a été annoncée. En juillet 2024, il a été annoncé qu'une quatrième en 2 parties allait être diffusée. La première partie, Beyond the Snow Saga, qui est diffusé du 5 octobre 2024 au 21 décembre 2024 puis en VF diffusée entre la nuit du 26 au 27 octobre 2024 à minuit. La seconde partie, The Blue Night Saga, est diffusé du 4 janvier 2025 au 22 mars 2025. 

## Découpage des épisodes
| Saisons | Saisons | Nombre d'épisodes | Diffusion originale | Diffusion originale |
| Saisons | Saisons | Nombre d'épisodes | Début de saison     | Fin de saison       |
| ------- | ------- | ----------------- | ------------------- | ------------------- |
|         | 1       | 25                | 17 avril 2011       | 2 octobre 2011      |
|         | 2       | 12                | 7 janvier 2017      | 24 mars 2017        |
|         | 3       | 12                | 6 janvier 2024      | 23 mars 2024        |
|         | 4       | 12                | 5 octobre 2024      | 21 décembre 2024    |
|         | 4       | 12                | 4 janvier 2025      | 22 mars 2025        |

|  | Épisodes filler (hors manga)                                                                                         |
|  | Épisodes semi-filler (épisodes qui suivent l'histoire principale et qui ajoutent des suppléments ou chapitres bonus) |

### Arcs
Voici l’organisation chronologique des épisodes et arcs :
Saison 1
1. Arc Inscription de l'école Cram (épisodes 1 à 9)
2. Arc Combat vivant de candidat (épisodes 10 à 17)
3. Arc Exclusif à l'anime (filler) (épisodes 17 à 25)

Saison 2
1. Arc Roi Impur de Kyoto (épisodes 1 à 12)

Saison 3
1. Arc True Cross Academy Festival (épisodes 1 à 4)
2. Arc Illuminati (épisodes 5 à 12)

Saison 4
1. Arc Examen d'Exorciste (épisodes 1 et 2)
2. Arc Aomori (épisodes 3 à 6)
3. Arc Enquête de la Nuit Bleu (épisodes 6 à 12)
4. Arc Souvenir de la Nuit Bleu (épisodes 13 à 24)

## Génériques
| Début             | Début                        | Début             | Fin               | Fin                      | Fin          |
| Épisodes          | Titre                        | Artiste(s)        | Épisodes          | Titre                    | Artiste(s)   |
| ----------------- | ---------------------------- | ----------------- | ----------------- | ------------------------ | ------------ |
| S1 : 1 - 12 + OAV | Core Pride                   | Uverworld         | S1 : 1 - 12 + OAV | Take Off                 | 2PM          |
| S1 : 13 - 25      | In My World                  | rookiez is Punk'd | S1 : 13 - 25      | Wired Life               | Meisa Kuroki |
| S2 + OAV          | Itteki no Eikyō (一滴の影響) | Uverworld         | S2                | Kono Te de (コノ手デ)    | Rin Akatsuki |
| S3                | Eye's Sentry                 | Uverworld         | S3                | Gakkyū Nisshi (学級日誌) | Mulasaki Ima |
| S4 : 1 - 12       | Re Rescue                    | Reo               | S4 : 1 - 12       | Tsurara (ツララ)         | Yobahi       |
| S4 : 13 - 24      | Tsūkaku (痛覚)               | Amazarashi        | S4 : 13 - 24      | Overlap (オーバーラップ) | Amazarashi   |

## Liste des épisodes

### Saison 1
| No | Titre français                  | Titre japonais     | Titre japonais                  | Date de 1re diffusion |
| No | Titre français                  | Kanji              | Rōmaji                          | Date de 1re diffusion |
| --- | ------------------------------- | ------------------ | ------------------------------- | --------------------- |
| 01 | Le mal est tapi au fond de nous | 悪魔は人の心に棲む | Akuma wa hito no kokoro ni sumu | 17 avril 2011         |
| [Chapitre 1] - |                                 |                    |                                 |                       |
| 02 | La porte de la Géhenne          | 虚無界の門         | Gehena ge-to                    | 24 avril 2011         |
| [Chapitre 1] - |                                 |                    |                                 |                       |
| 03 | Aîné et cadet                   | 兄と弟             | Ani to otouto                   | 1er mai 2011          |
| [Chapitre 2] - |                                 |                    |                                 |                       |
| 04 | Le jardin d'Amahara             | 天空の庭           | Amahara no Niwa                 | 8 mai 2011            |
| [Chapitre 3] - |                                 |                    |                                 |                       |
| 05 | L'enfant du temple maudit       | 祟り寺の子         | Tatari-dera no Ko               | 15 mai 2011           |
| [Chapitre 4] - |                                 |                    |                                 |                       |
| 06 | Le cuisinier fantôme            | まぼろしの料理人   | Maboroshi no Ryōrinin           | 22 mai 2011           |
| [Chapitre spécial] - |                                 |                    |                                 |                       |
| 07 | Entre amis                      | 友千鳥             | Tomochidori                     | 29 mai 2011           |
| [Chapitre 5] - |                                 |                    |                                 |                       |
| 08 | Il y avait un malade            | 此に病める者あり   | Koko ni Yameru Mono Ari         | 5 juin 2011           |
| [Chapitre 6] - |                                 |                    |                                 |                       |
| 09 | Trauma                          | おもひで           | Omoide                          | 12 juin 2011          |
| [Chapitre 7] - |                                 |                    |                                 |                       |
| 10 | Cait Sith                       | 黒猫               | Kuro neko                       | 19 juin 2011          |
| [Chapitre 8] - |                                 |                    |                                 |                       |
| 11 | Le démon des profondeurs        | 深海の悪魔         | Shinkai no Akuma                | 26 juin 2011          |
| [Filler] - |                                 |                    |                                 |                       |
| 12 | Démons en action                | 鬼事               | Onigokko                        | 3 juillet 2011        |
| [Chapitre 9] - |                                 |                    |                                 |                       |
| 13 | La preuve                       | 証明               | Shōmei                          | 10 juillet 2011       |
| [Chapitre 10] - |                                 |                    |                                 |                       |
| 14 | Une joyeuse excursion           | 愉しいキャンプ     | Tanoshii Kyanpu                 | 17 juillet 2011       |
| [Chapitre 11] - |                                 |                    |                                 |                       |
| 15 | Sympathie                       | やさしい事         | Yasashii Koto                   | 24 juillet 2011       |
| [Chapitres 12-13] - |                                 |                    |                                 |                       |
| 16 | Un pari                         | 賭                 | Kake                            | 31 juillet 2011       |
| [Chapitre 14] - |                                 |                    |                                 |                       |
| 17 | Tentation                       | 誘惑               | Yūwaku                          | 7 août 2011           |
| [Chapitre 15 + Filler] - |                                 |                    |                                 |                       |
| 18 | Cyclone                         | 颶風               | Gufū                            | 14 août 2011          |
| [Chapitre 17 + Filler] - |                                 |                    |                                 |                       |
| 19 | Un jour comme un autre          | なんでもない日     | Nandemonai Hi                   | 21 août 2011          |
| [Filler] - |                                 |                    |                                 |                       |
| 20 | Le masque                       | 假面               | Kamen                           | 28 août 2011          |
| [Filler] - |                                 |                    |                                 |                       |
| 21 | Le jardin des secrets           | 秘密の花園         | Himitsu no Hanazono             | 4 septembre 2011      |
| [Filler] - |                                 |                    |                                 |                       |
| 22 | Chasse aux démons               | 悪魔狩り           | Akuma kari                      | 11 septembre 2011     |
| [Filler] - |                                 |                    |                                 |                       |
| 23 | Vérité                          | 真実               | Shinjitsu                       | 18 septembre 2011     |
| [Filler] - |                                 |                    |                                 |                       |
| 24 | Les bâtards de Satan            | 魔神の落胤         | Majin no rakuin                 | 25 septembre 2011     |
| [Filler] - |                                 |                    |                                 |                       |
| 25 | Ô temps ! Arrête-toi            | 時よ止まれ         | Toki yo tomare                  | 2 octobre 2011        |
| [Filler] - |                                 |                    |                                 |                       |
| OAV | Kuro fait une fugue             | クロの家出         | Kuro no Iede                    | 26 octobre 2011       |
| [Chapitre spécial] - Kuro cherche un nouveau propriétaire après que Rin le taquine en menaçant de manger toute sa nourriture, car les chats ont une grande sensibilité à la chaleur. Kuro recherche le père Fujimoto et, en cours de route, se présente dans les camarades de classe, les enseignants et les amis de Rin. Kuro trouve le fantôme du père Fujimoto assis sur sa tombe. Enfin, Rin vient et s'excuse de le taquiner et ils rentrent chez eux dans l'académie. |                                 |                    |                                 |                       |

### Saison 2: Kyōto Saga
| No | Titre français           | Titre japonais                   | Titre japonais                     | Date de 1re diffusion |
| No | Titre français           | Kanji                            | Rōmaji                             | Date de 1re diffusion |
| --- | ------------------------ | -------------------------------- | ---------------------------------- | --------------------- |
| 01 (26) | Début des hostilités     | 嚆矢濫觴                         | Kōshi Ranshō                       | 7 janvier 2017        |
| [Chapitres 14-16-17] - L’œil gauche du Roi immonde, un puissant artefact, a été dérobé en plein cœur de l'académie... Le mobile du voleur reste à déterminer, mais une chose est sûre : il va tenter de mettre également la main sur l'artefact jumeau du premier : l’œil droit du Roi immonde, conservé à Kyôto. Les aspirants exorcistes, dont Rin, y sont envoyés en renfort, sous la supervision de Shura. De son côté, Yukio mène l'enquête. |                          |                                  |                                    |                       |
| 02 (27) | Panier de crabes         | 呉越同舟                         | Goetsu Doushū                      | 14 janvier 2017       |
| [Chapitres 17-18-19] - Sous la direction de Shura, Rin et les autres aspirants se rendent à Kyôto afin de venir en aide aux exorcistes locaux, sévèrement touchés par une attaque visant l’oeil droit du Roi immonde. L’occasion pour certains de renouer avec leur famille et, surtout, un passé douloureux auquel Rin n’est pas étranger. |                          |                                  |                                    |                       |
| 03 (28) | Soupçons en chaîne       | 疑心暗鬼                         | Gishinanki                         | 21 janvier 2017       |
| [Chapitre 20] - Les aspirants essaient, chacun à sa façon, de se rendre utiles auprès des exorcistes de la cellule de Kyôto après l’attaque qu’elle a subie. Au sein de la secte Myôda, l’heure est aux soupçons : et s’il y avait un traître ? |                          |                                  |                                    |                       |
| 04 (29) | Sans foi ni loi          | 背信棄義                         | Baikokuteki Koui                   | 28 janvier 2017       |
| [Chapitres 21-22] - Alors que les membres de la secte Myôda cherche un traître dans leurs rangs, Ryûji est le témoin d’une scène stupéfiante… D’autant plus qu’elle indiquerait que son père n’est pas étranger à l’attaque subie par la cellule de Kyôto. |                          |                                  |                                    |                       |
| 05 (30) | Le hasard des rencontres | 不思議なつながり                 | Shinpi tekina setsuzoku            | 4 février 2017        |
| [Chapitres 22-23] - Après avoir fait jaillir ses flammes bleues sous le regard médusé des membres de la secte Myôda, Rin est emprisonné. Il risque l’exécution ! Pendant que dehors, la traque de Mamushi se poursuit, Rin reçoit une étrange lettre de Tatsuma Suguro, le supérieur de la secte et père de Ryûji. |                          |                                  |                                    |                       |
| 06 (31) | Paroles mielleuse        | 羊の服でオオカミ                 | Hitsujino fukude ookami            | 11 février 2017       |
| [Chapitres 24-25] - Yukio poursuit la lecture de la lettre envoyée à Rin par le supérieur de la secte Myôda. Ce qui se révèle au fil du récit de sa rencontre avec Shirô Fujimoto, le père de Rin et Yukio, c’est un passé qui pourrait s’avérer très utile aujourd’hui. Au même moment, Tôdô et Mamushi, qui détiennent les deux yeux du Roi immonde, sont en passe de trouver l’endroit où le fléau a été scellé...                             |                          |                                  |                                    |                       |
| 07 (32) | Embrasement              | バーニングブライト火のよう       | Baaningubu raito hi no you         | 18 février 2017       |
| [Chapitres 25-26] - D’après le supérieur de la secte Myôda, Rin semble être le seul recours face au Roi immonde qui menace de transformer Kyôto en champ de cadavres… Problème : Rin est emprisonné pour avoir fait jaillir ses flammes bleues en public et pourrait bien être condamné à mort. Chez les exorcistes, chacun va devoir choisir son camp...                                                                                         |                          |                                  |                                    |                       |
| 08 (33) | De père en fils          | 父子相伝                         | Fushi Sōden                        | 25 février 2017       |
| [Chapitres 27-28] - À la suite des révélations du supérieur de la secte Myôda et de l’apparition du Roi immonde, les élèves de l'académie décident de prendre les choses en mains et se lancent dans la bataille ! De son côté, Yukio, au cœur de l’action lui aussi, va être confronté au pire des ennemis : le doute. |                          |                                  |                                    |                       |
| 09 (34) | Le Chêne et le roseau    | 厚薄を介して                     | Atsuusuwo kaishi te                | 4 mars 2017           |
| [Chapitres 29-30] - Face à l’imminence de la menace que le Roi immonde fait courir sur toute la région de Kyôto, Rin et Ryûji sont chargés de la plus délicate des missions : dresser une barrière au plus près du monstre, afin que ses miasmes mortels ne déciment pas la population. Aidés de Kuro, ils foncent au cœur du danger ! |                          |                                  |                                    |                       |
| 10 (35) | Inébranlable             | 曲がっていないと切れ目のないです | Magatte inai à kireme pas nai desu | 11 mars 2017          |
| [Chapitres 31-32] - Yukio, rejoint par les membres de la secte Myôda, affronte Tôdô, qui est plus puissant que jamais après avoir absorbé Garuda, le phénix. De leur côté, Rin et Ryûji font équipe pour terrasser le Roi immonde avant que ses miasmes dévastent Kyôto, mais il leur manque encore quelque chose... |                          |                                  |                                    |                       |
| 11 (36) | De mille feux            | 光輝燦然                         | Kōkisanzen                         | 18 mars 2017          |
| [Chapitres 32-33] - Rin a enfin réussi à sortir le Kômaken de son fourreau. Cela sera-t-il suffisant face au Roi immonde ? Yukio, de son côté, viendra-t-il à bout de Tôdô ? Les autres exorcistes sortiront-ils indemnes du nuage de miasmes qui les a engloutis ? Désormais, tout repose sur les épaules du fils de Satan. |                          |                                  |                                    |                       |
| 12 (37) | Sans préjugé             | 虚心坦懐                         | Kyoshintankai                      | 25 mars 2017          |
| [Chapitre 34] - Rin, aidé de tous les autres exorcistes, a finalement réussi à terrasser le Roi immonde. Mais avant que tout rentre dans l’ordre, entre les secrets des uns et les méprises des autres, bien des choses devront être mises à plat. Notamment entre Rin et Yukio. |                          |                                  |                                    |                       |
| OAV 1 | Le Serpent et le Poison  | 蛇 と 毒                         | Hebi to Doku                       | 8 mai 2017            |
| [Chapitre spécial] - L'histoire se concentre autour de Mamushi Hojo et Juzo Shima quand ils étaient étudiants à l'Académie de la Croix-Vraie. |                          |                                  |                                    |                       |
| OAV 2 | Jeu d'espion             | スパイ・ゲーム                   | Supai Gēmu                         | 4 octobre 2017        |
| [Chapitre spécial] - Mephisto a testé les capacités de Renzō en tant qu'espion en lui confiant diverses tâches. |                          |                                  |                                    |                       |

### Saison 3: Shimane Illuminati Saga
| No | Titre français                | Titre japonais   | Titre japonais       | Date de 1re diffusion |
| No | Titre français                | Kanji            | Rōmaji               | Date de 1re diffusion |
| --- | ----------------------------- | ---------------- | -------------------- | --------------------- |
| 01 (38) | Un monde grouillant           | ざわめく世界     | Zawameku sekai       | 6 janvier 2024        |
| [Chapitres 38-39-43] - Après avoir terrassé le Roi immonde, Rin passe des jours paisibles avec ses camarades. Mais un lycéen lambda semble voir les démons. Comment peut-il l'aider à se débarrasser de cette vision qui le traumatise ? |                               |                  |                      |                       |
| 02 (39) | L'antre du secret             | 秘密の在り処     | Himitsu no arika     | 13 janvier 2024       |
| [Chapitres 39-41-44] - Yukio est convoqué par la légion angélique pour être interrogé et signer un pacte. En parallèle, Rin et ses amis poursuivent les exorcismes, avec notamment Kamiki et Shiemi qui n'ont pas été en binôme depuis longtemps. |                               |                  |                      |                       |
| 03 (40) | Le Cross Festival             | 正十字学園祭     | Seijūji Gakuen-Sai   | 20 janvier 2024       |
| [Chapitres 45-46-47] - Le festival de l'Académie de la Croix-Vraie approche, et tous les élèves s'empressent d'inviter leur cavalière. Difficile pour Rin qui ne sait pas qui ignore si Shiemi acceptera d'accompagner lui ou son frère |                               |                  |                      |                       |
| 04 (41) | La taupe                      | 内通者           | Naitsū-sha           | 27 janvier 2024       |
| [Chapitres 48-49] - Durant le festival de l'Académie, Lightning et Arthur A. Angel obtiennent l'information que la société Illuminati va chercher à capturer Izumo. L'ensemble des exorcistes présents au festival s'empressent de la trouver, mais voilà que l'espion japonais risque de compliquer le sauvetage.                                             |                               |                  |                      |                       |
| 05 (42) | Destin                        | 運命             | Unmei                | 3 février 2024        |
| [Chapitres 50-51] - Izumo Kamiki enlevée par Shima, l'Ordre décide d'envoyer Yukio et ses élèves à la poursuite des membres d'Illuminati. La jeune fille, de son côté, découvre la raison de son enlèvement et est encore abasourdie par le revirement de Shima.                                                                                               |                               |                  |                      |                       |
| 06 (43) | Plus personne sur qui compter | もう誰も頼れない | Mō Dare mo Tayorenai | 10 février 2024       |
| [Chapitres 52-53] - Arrivés au sanctuaire Inari, Nemu invoque des familiers capables de livrer le récit liant Izumo au lieu où tous les jeunes exorcistes se trouvent. |                               |                  |                      |                       |
| 07 (44) | Égarement                     | ためらい         | Tamerai              | 17 février 2024       |
| [Chapitres 54-55-56] - Maintenant qu'ils savent le passé qui rattache Izumo à cette ville où tout le monde semble heureux, Rin et ses amis sont bien décidés à la sauver. Et la concernée est bien décidée à ne pas servir de cobaye, mais Shima semble veiller à ce qu'elle poursuive l'expérience.                                                           |                               |                  |                      |                       |
| 08 (45) | Détermination                 | 覚悟             | Kakugo               | 24 février 2024       |
| [Chapitres 56-57-58] - En entrant au sein d'un bâtiment qui donnerait accès au QG d'Illuminati, Rin, Yukio et leurs amis se retrouvent confrontés à des sortes de zombies très coriaces. Quelle sera la détermination de ces exorcistes en herbe pour les mettre hors d'état de nuire, sachant qu'il s'agit a priori d'humains encore en vie ?                 |                               |                  |                      |                       |
| 09 (46) | À l'aide                      | 助けて           | Tasukete             | 2 mars 2024           |
| [Chapitres 59-60-61] - Le groupe de Rin et Yukio arrive tant bien que mal à se débarrasser des humains ayant ingéré l'élixir d'immortalité, jusqu'au moment où ils se font interpeller directement par le professeur Gedôin, à l'origine de l'expérience qu'Illuminati souhaite mener sur Izumo. Cette dernière va-t-elle se soumettre au transfert de Kyûbi ? |                               |                  |                      |                       |
| 10 (47) | Camarades                     | 仲間             | Nakama               | 9 mars 2024           |
| [Chapitres 61-62-63-64-64.5] - À la suite des manigances de Gedôin, Izumo a été envoûtée par Kyûbi et a bien du mal à lui résister. Comment ses camarades exorcistes vont-ils la sortir de cette situation tragique ? |                               |                  |                      |                       |
| 11 (48) | Pink Spider                   | ピンクスパイダー | Pinku Supaidā        | 16 mars 2024          |
| [Chapitres 64-65-66] - La bataille contre Gedôin d'Illuminati achevée, Rin, Yukio et leurs amis reviennent à l'Académie un peu déçus de ne pas avoir ramené leur ami Shima. Notamment, Ryûji est très affecté par sa traîtrise, des explications en plus haut lieu s'imposent.                                                                                 |                               |                  |                      |                       |
| 12 (49) | Intentions cachées            | 隠された本       | Kakusa Reta Hon      | 23 mars 2024          |
| [Chapitres 66-67-68] - Shima, double agent de l'Ordre et d'Illuminati, poursuit sa réintégration au sein de son groupe d'apprentis exorcistes. Yukio, tiraillé par ses propres doutes, ne sait plus s'il doit se fier à cet élève revenu de chez l'ennemi. |                               |                  |                      |                       |

### Saison 4

#### Partie 1: Beyond the Snow Saga
| No | Titre français      | Titre japonais                       | Titre japonais               | Date de 1re diffusion |
| No | Titre français      | Kanji                                | Rōmaji                       | Date de 1re diffusion |
| --- | ------------------- | ------------------------------------ | ---------------------------- | --------------------- |
| 01 (50) | Ambition            | 野望                                 | Yabō                         | 5 octobre 2024        |
| [Chapitres 69-70-71] - À la suite des événements liés à Kyûbi et Izumo, l'Ordre de la Croix-Vraie se prépare à faire face aux agissements d'Illuminati. Les jeunes exorcistes cherchent à progresser et à être sous la tutelle de grands exorcistes comme Lightning.                                                        |                     |                                      |                              |                       |
| 02 (51) | Souffrance          | 苦悩                                 | Kunō                         | 12 octobre 2024       |
| [Chapitres 69-70-71-72-73] - Tandis que Yukio essaie de comprendre comment fonctionnent les flammes de ses yeux, Rin part en mission avec Shiemi, à la fois gêné et curieux de connaître les vrais sentiments de la jeune fille.                                                                                            |                     |                                      |                              |                       |
| 03 (52) | Foyer               | 故郷                                 | Furusato                     | 19 octobre 2024       |
| [Chapitres 74-75-76] - À la suite de la disparition de Shura Kirigakure, Rin et Yukio sont missionnés par Méphisto de partir à sa recherche sur ses terres natales, près du Lac Towada. Si le voyage leur permet d'aborder quelques sujets fâcheux, ils s'apprêtent à découvrir le passé qui a poussé Shura à partir seule. |                     |                                      |                              |                       |
| 04 (53) | Adieux              | さよならあなた                       | Sayonara anata               | 26 octobre 2024       |
| [Chapitres 76-77-78] - Rin et Yukio ont retrouvé Shura Kirigakure, a priori condamnée par la malédiction de Hachirô, démon immortel du lac Towada. Les deux frères essaient de persuader le dragon de libérer la jeune fille...                                                                                             |                     |                                      |                              |                       |
| 05 (54) | Les larmes aux yeux | 戻れなくてももういいの               | Modorenakutemo Mō Iino       | 2 novembre 2024       |
| [Chapitres 78-79-80] - Rin et Yukio sont rejoints par Shima pour sauver leur professeur dont le passé se dévoile. Destinée à mourir jeune, elle décide de laisser son sort entre les mains du démon Hachirô. Mais ses élèves n'ont pas dit leur dernier mot !                                                               |                     |                                      |                              |                       |
| 06 (55) | Le Jingzhe          | 啓蟄                                 | Keichitsu                    | 9 novembre 2024       |
| [Chapitres 80-81-82-83] - Shura Kirigakure de retour, Yukio récupère de ses multiples fractures. Tandis que Ryûji et Lightning enquêtent sur cette fameuse nuit bleue, Shiemi et Rin se recroisent à nouveau après la déclaration du jeune homme.                                                                           |                     |                                      |                              |                       |
| 07 (56) | Feuilles anormales  | 異形葉                               | Ikeiyō                       | 16 novembre 2024      |
| [Chapitres 83-84-85-86-87] - Ryûji et Lightning poursuivent leur enquête le déroulement de la nuit bleue et finissent par tomber sur un mystérieux laboratoire. Méphisto est-il finalement un traître lié à Lucifer ? |                     |                                      |                              |                       |
| 08 (57) | Joyeux anniv-Noël ! | ハッピー（メリクリ）バースデー！イヴ | Happī (Merikuri) Bāsudē! Ibu | 23 novembre 2024      |
| [Chapitres 87-88-89] - À l'approche des l'anniversaire des jumeaux le 27 décembre, Shiemi annonce bien tristement qu'elle ne souhaite plus être exorciste. Comment vont réagir ses camarades ? |                     |                                      |                              |                       |
| 09 (58) | Les Noces           | 初夜                                 | Kotobuki                     | 30 novembre 2024      |
| [Chapitres 90-91] - Rin et Yukio assistent au mariage de proches de Shima et Ryûji. Rin continue de remarquer que son frère lui cache quelque chose, tandis que Yukio suit de très près l'avancée de l'enquête de Ryûji et Lightning sur la nuit bleue.                                                                     |                     |                                      |                              |                       |
| 10 (59) | Sous la neige       | 雪の果て                             | Yuki no Hate                 | 7 décembre 2024       |
| [Chapitres 92-93] - Tandis qu'un cyclope a fait son apparition en plein de centre de Tokyo, Yukio est plus que désespéré après s'en être pris à Ryûji. Et si c'était dans ces moments de solitude qu'il avait besoin de retrouver celle qui l'a toujours encouragé dans les moments difficiles ?                            |                     |                                      |                              |                       |
| 11 (60) | Au-delà des neiges  | 雪の果て                             | Yuki no Hate                 | 14 décembre 2024      |
| [Chapitres 94-95-96] - La cellule japonaise de l'Ordre et le Premier ministre japonais doivent se résoudre à annoncer l'existence des démons après l'incident d'Ikebukuro. Comment Yukio, déjà très abattu par son héritage inattendu des flammes de Satan, va-t-il se comporter après l'accueil de ces événements ?        |                     |                                      |                              |                       |
| 12 (61) | Adieux              | 決別                                 | Ketsubetsu                   | 21 décembre 2024      |
| [Chapitres 96-97-98-99] - Après avoir tiré sur Méphisto, Yukio est isolé par l'Ordre, puis sauvé sans aucune hésitation par Rin. Mais ce dernier était loin de se douter l'état de détresse dans lequel se trouve son frère, et le faire revenir à la raison va s'avérer très compliqué...                                  |                     |                                      |                              |                       |

#### Partie 2: The Blue Night Saga
| No | Titre français                 | Titre japonais     | Titre japonais          | Date de 1re diffusion |
| No | Titre français                 | Kanji              | Rōmaji                  | Date de 1re diffusion |
| --- | ------------------------------ | ------------------ | ----------------------- | --------------------- |
| 13 (62) | Shirô et Yuri                  | 獅郎とユリ         | Shīrō to Yuri           | 4 janvier 2025        |
| [Chapitres 100-101] - À la suite du départ de Yukio chez Illuminati, torturé par son passé, Rin se rapproche de Méphisto pour comprendre ses origines. Le voilà propulsé dans le passé où il observe Yuri, une jeune enfant sans-abri.                      |                                |                    |                         |                       |
| 14 (63) | Vérité                         | 真実               | Shinjitsu               | 11 janvier 2025       |
| [Chapitres 101-102] - Rin découvre que Shirô Fujimoto est en réalité un cobaye de la section 13 a priori liée à la survie de Lucifer. Quatre ans plus tard, après avoir vécu l'enfer, le voilà qui recroise la route de Yuri en tant qu'aspirant exorciste… |                                |                    |                         |                       |
| 15 (64) | Solitude                       | 一人ぼっち         | Hitoribotchi            | 18 janvier 2025       |
| [Chapitres 103-104] - Shirô et Yuri, devenus exorcistes et s'entendant comme chien et chat, apprennent à mieux se connaître lors d'une mission d'exorcisme au Mexique.                                                                                      |                                |                    |                         |                       |
| 16 (65) | Le réveil de Satan             | サタン覚醒         | Satan Kakusei           | 25 janvier 2025       |
| [Chapitres 104-105] - Alors que Shirô et Yuri poursuivent leur quotidien d'exorcistes, un cobaye de la section 13 semble avoir été possédé par un démon aux flammes bleues.                                                                                 |                                |                    |                         |                       |
| 17 (66) | Au-delà du corps               | 身体より大事なもの | Karada yori daijinamono | 1er février 2025      |
| [Chapitres 106-107] - Yuri, avec l'aide de la section 13, essaie tant bien que mal de calmer les folies de Satan qui se découvre surpuissant dans un corps fragile.                                                                                         |                                |                    |                         |                       |
| 18 (67) | Si seulement je n'étais pas là | 俺さえいなければ   | Ore sae inakereba       | 8 février 2025        |
| [Chapitres 108-109] - Yuri a décidé de rester auprès de Satan qui perd petit à petit son corps. Shirô est à mille lieues d'imaginer le résultat de cette idylle.                                                                                            |                                |                    |                         |                       |
| 19 (68) | La veille                      | 前夜               | Zen'ya                  | 15 février 2025       |
| [Chapitres 99-110-114] - Tandis que Shiemi se remet du départ de ses amis et notamment de Rin, Yukio fait la rencontre de Lucifer. |                                |                    |                         |                       |
| 20 (69) | La nuit bleue                  | 青い夜             | Aoi yoru                | 22 février 2025       |
| [Chapitres 115-116] - Alors que Yuri Egin a donné naissance à son premier jumeau, Satan cherche désespérément un nouveau corps. |                                |                    |                         |                       |
| 21 (70) | Combat à mort                  | 死闘               | Shitō                   | 1er mars 2025         |
| [Chapitres 116-117] - Satan retrouve enfin Yuri, accompagnée de Shirô, bien déterminé à protéger son amie de toujours. |                                |                    |                         |                       |
| 22 (71) | Lumière                        | 光                 | Hikari                  | 8 mars 2025           |
| [Chapitres 118-119] - Shirô se retrouve face à un yéti sanguinaire des montagnes. Côté section 13, Lucifer perd le contrôle. |                                |                    |                         |                       |
| 23 (72) | Promesse                       | 約束               | Yakusoku                | 15 mars 2025          |
| [Chapitres 119-120] - Shirô décide de revenir remettre les jumeaux à Méphisto, qui lui fait une proposition surprenante. |                                |                    |                         |                       |
| 24 (73) | Merci                          | ありがとう         | Arigatō                 | 22 mars 2025          |
| [Chapitres 120] - Après avoir assisté aux grands moments de la vie de père Fujimoto, Rin peut désormais prendre une décision. |                                |                    |                         |                       |